# 亨利·丹哈特

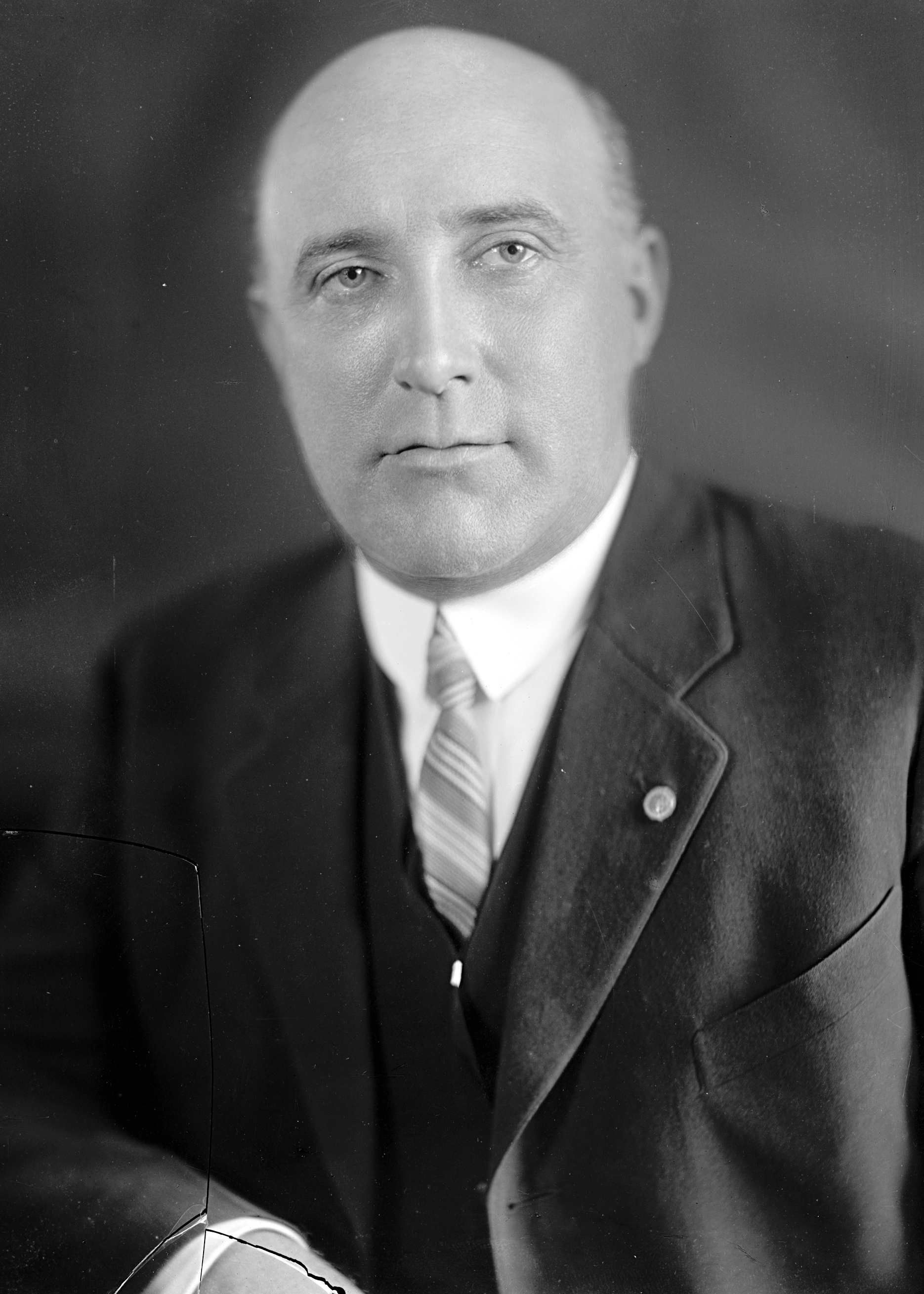
亨利·丹哈特

亨利·丹哈特（Henry H. Denhardt，1876年3月8日—1937年9月20日），是一名美国民主党政治家，他在1923年至1927年期间，担任第34任肯塔基州副州长。
他出生于肯塔基州鲍灵格林。1936年，他指控在肯塔基州拉格兰奇谋杀其女友。最终审判以悬案陪审团告终。在他尝试第二次谋杀之前，1937年9月20日，他在肯塔基州谢尔比维尔的阿姆斯特朗酒店中被枪击身亡。